# Bankia anechoensis
Bankia anechoensis is een tweekleppigensoort uit de familie van de Teredinidae. De wetenschappelijke naam van de soort is voor het eerst geldig gepubliceerd in 1929 door Roch.